# Powellinia sabura
Powellinia sabura är en fjärilsart som beskrevs av Paul Mabille 1888. Powellinia sabura ingår i släktet Powellinia och familjen nattflyn. Inga underarter finns listade i Catalogue of Life.